# Richard Wollheim
Richard Arthur Woolheim (Londres, 5 de Maio de 1923 – 4 de Novembro de 2003) foi um filósofo britânico conhecido pelo seu trabalho original sobre mente e emoções, especialmente relacionado com as artes visuais, especificamente, a pintura.

## Carreira
Em 1962, ele publicou um artigo "Um paradoxo na teoria da democracia", no qual Wollheim argumentou que um defensor da democracia enfrenta uma contradição quando vota. Por um lado, ele quer que um determinado partido ou candidato vença, mas, por outro lado, quer que ganhe o maior número de votos. Isso ficou conhecido como o paradoxo de Wollheim.
Seu Art and its Objects foi um dos textos mais influentes do século XX sobre a estética filosófica em inglês. Em um ensaio de 1965, 'Minimal Art', ele parece ter cunhado a frase, embora seu significado eventualmente tenha se desviado dele. Além de seu trabalho sobre a filosofia da arte, Wollheim era conhecido por seus tratamentos filosóficos da psicologia profunda, especialmente Sigmund Freud.  Sua autobiografia da juventude, publicada postumamente, Germs: A Memoir of Childhood, com ensaios complementares, revela muito sobre sua formação familiar e sua vida até a juventude, fornecendo material valioso para a compreensão de seus interesses e sensibilidade.

## Publicações
Para uma extensa bibliografia das publicações de Richard Wollheim por um bibliógrafo profissional, consulte o site UC-Irvine de Eddie Yeghiayan.  Veja também a lista 'Philweb'.
Nota: dada a sua mente única, personalidade e estilos de escrita distintos, juntamente com a sua curiosidade e sociabilidade, muitas das publicações de Richard Wollheim estão fora das categorias académicas. Além de livros, publicou diversos artigos, em periódicos e coletâneas editadas, resenhas de livros e catálogos de galerias para mostras. Ele também deixou escritos manuscritos, cartas e gravações de suas palestras.
Livros e obras publicadas separadamente (selecionado)
- F. H. Bradley. Harmondsworth; Baltimore: Penguin, 1959. 2a. edição, 1969.
- 'Socialism and Culture'. (Fabian Tract, 331.) Londres: Fabian Society, 1961.
- 'On Drawing an Object'.  London: University College, 1965 (ensaio longo).  Repr. in On Art and the Mind.
- Art and Its Objects: an Introduction to Aesthetics.  Nova York: Harper & Row, 1968.  Harmondsworth: Penguin Books, 1970. As Harper Torchbook, 1971.
- Art and its Objects: With Six Supplementary Essays. 2a. edição. Cambridge, Nova York: Cambridge University Press, 1980.
- A Family Romance. London: Jonathan Cape, 1969.  Nova York: Farrar, Straus, Giroux, 1969 (novel).
- Freud. (Fontana Modern Masters.) Londres: Collins, 1971. Paperback, 1973. American and later Cambridge University Press (1981) eds. titled Sigmund Freud.
- On Art and the Mind: essays and lectures.  Cambridge, Massachusetts: Harvard University Press,1972.
- 'The Good Self and the Bad Self: the Moral Psychology of British Idealism and the English School of Psychoanalysis Compared' (1975)—repr. in The Mind and Its Depths, 1993.
- 'The Sheep and the Ceremony' (1976)—repr. in The Mind and Its Depths, 1983.
- The Thread of Life. Cambridge, Massachusetts: Harvard University Press, 1984.
- Painting as an Art. Andrew M. Mellon Lectures in Fine Arts, National Gallery of Art, Washington, D.C. Cambridge, Massachusetts: Harvard University Press, 1987.
- The Mind and Its Depths. Cambridge, Massachusetts: Harvard University Press, 1993 (ensaios).
- On the Emotions. New Haven e Londres: Yale University Press, 1999.
- Germs: a memoir of childhood. Londres: Waywiser Press, 2004.

Livros editados
- The Image in Form: Selected Writings of Adrian Stokes (1974)
- Freud: A Collection of Critical Essays (1974)
- Philosophical Essays on Freud, com James Hopkins. Cambridge: Cambridge University Press, 1982.
- R.B.Kitaj : A Retrospective, com Richard Morphet.  Londres: Tate Publishing, 1994.

Artigos selecionados
- "Minimal Art", Arts Magazine (January 1965): 26–32. Repr. in On Art and the Mind.
- "Nelson Goodman's Languages of Art", The Journal of Philosophy: 62, no. 16 (Ag. 1970): 531.
- "Adrian Stokes, critic, painter, poet", Times Literary Supplement (17 Fev. 1978): 207–209.
- "The Cabinet of Dr Lacan", Topoi: 10 no. 2 (1991): 163–174.
- "A Bed out of Leaves", London Review of Books 25, no. 23 (4 Dez. 2003).